# Reliance Group
Pour les articles homonymes, voir Reliance.
Le Reliance Group est un conglomérat formé par Saul Steinberg après l'achat en 1968 de la compagnie d'assurance Reliance Insurance Company (en), fondée en 1817, 

## Histoire
Durant ses études à l'Université de Pennsylvanie à la fin des années 1950, Saul Steinberg rédige une thèse sur le déclin et la chute d'IBM. Ses recherches montrent le contraire et IBM devrait dominer le marché des ordinateurs à la fin du siècle. Steinberg décide d'acheter des ordinateurs et de les louer à des entreprises, parvenant avant ses 28 ans à avoir plus d'un million de dollars. La société fondée en 1961 se nomme LeaseCo et est introduite en bourse en 1965.
En 1968, Leasco parvient à acheter 91 % de la compagnie d'assurance de Philadelphie Reliance Insurance Company (en). Pour cela il fait usage du chantage financier (greenmail), technique qu'il utilise plusieurs fois par la suite. En 1969, il tente d'acquérir Chemical Bank (en) estimé à 9 milliards d'USD sans succès mais il engrange d'importants profits. Il fait de même avec Quaker State (en) et une douzaine d'entreprises dans les années 1970 et 1980. 
En 1973, LeaseCo et Reliance se réorganisent autour d'un holding nommé Reliance Group tandis que de nombreuses filiales d'assurances sont créées.
En 1981, Saul Steiberg achète l'intégralité des actions du Reliance Group mais remettra en bourse 20 % des actions en 1985.
En 1984, il tente d'acquérir Walt Disney Productions durant une guerre financière sans succès mais Disney lui rachète ses actions pour 60 millions d'USD.